# 크립토코리네족
크립토코리네족(Cryptocoryne族, 학명: Cryptocoryneae 크립토코리네아이[*])은 천남성아과의 족이다.

## 하위 분류
- 크립토코리네속(Cryptocoryne Fisch. ex Wydler)
- Lagenandra Dalzell